# Sabato Sega
Sabato Sega è stato un programma radiofonico italiano, trasmesso il sabato dalle 22:00 alle 00:00 su Radio Deejay.
Esso è stato condotto da Fabio Alisei e Wender, ex componenti insieme a Paolo Noise del programma Asganaway.
Il 6 febbraio 2015, Fabio Alisei, con un post su Facebook, ha annunciato che avrebbe lasciato Radio Deejay. In seguito all'abbandono di Alisei, il programma è stato chiuso. L'ultima puntata è andata in onda sabato 7 febbraio 2015.